# Jacques Chirac (Les Guignols de l'info)

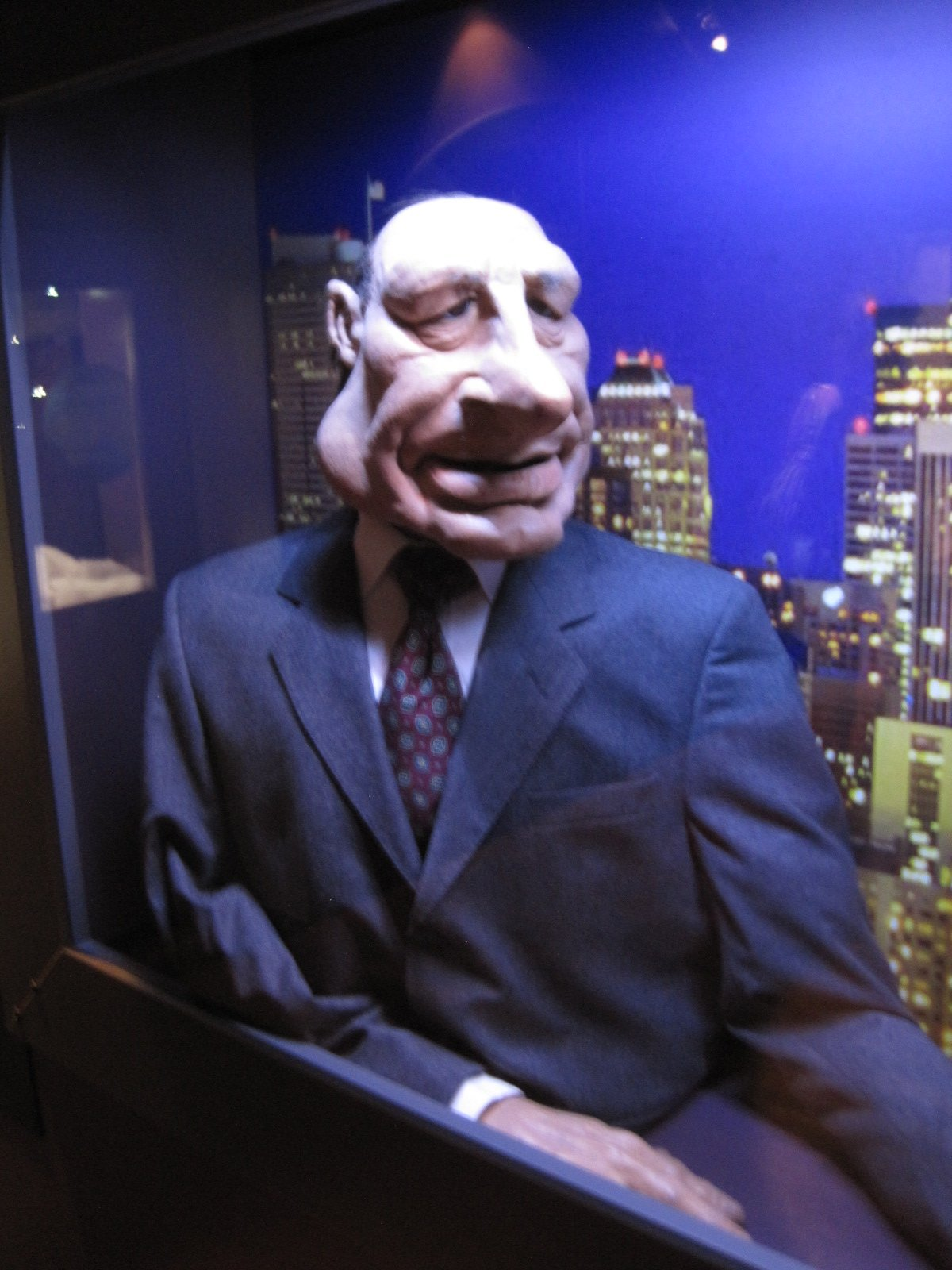
La marionnette caricaturale de Jacques Chirac aux Guignols de l'info, lors de l'exposition Marionnettes, territoires de création au Musée comtois en 2012.

Jacques Chirac est un personnage récurrent de l'émission télévisée Les Guignols de l'info diffusée sur Canal+, caricaturant Jacques Chirac, qui fut notamment président de la République française de 1995 à 2007. 
La voix de la marionnette de Jacques Chirac est depuis les débuts des Guignols imitée par Yves Lecoq.
Il est présenté comme un homme bon vivant, amateur de tête de veau et de bière Corona, souvent paresseux, proche des Français. Il adopte un comportement supposé identique à celui du Français moyen — il a souvent été montré en pantoufles, vêtu d'un survêtement, regardant la télé du matin jusqu'au soir —, et toujours partant pour serrer les mains des Français et tâter la croupe des vaches au Salon de l'agriculture.

## Biographie de la marionnette
Dans Les Arènes de l'info, il n'apparaît que très rarement et commence toutes ses phrases par « Écoutez ».
De 1990 à 1992, alors qu'il est maire de Paris, il est représenté comme obsédé par la prolifération de déjections canines dans la capitale. Il est aussi souvent interrogé par PPD en duo avec Valéry Giscard d'Estaing, ridiculisant celui-ci en le faisant passer pour un vieillard sourd et sénile. Une phrase reste célèbre, son « Le monsieur te demande » qu'il dit à Giscard en criant pour faire croire que ce dernier n'entend plus les questions.
En 1993 et 1994, il est présenté comme terriblement impatient de devenir président de la République et « s'emmerde » profondément en attendant les échéances électorales de 1995, d'où sa fameuse phrase « Putain, deux ans ! », et la qualification de la présidence comme « Mon boulot de dans deux ans ». Au cours de cette période, sa marionnette se montre de plus en plus méfiante et agressive vis-à-vis de celle d'Édouard Balladur, dont il pressent la trahison, et qu'il appelle « couille molle ». Il appelle également Lionel Jospin « la frisouille ». En 1995, le leitmotiv « Mangez des pommes », inspiré par une interview où Jacques Chirac évoquait un pommier appartenant à l'un de ses proches et par le succès de son petit livre bleu Une nouvelle France publié juste après sa candidature à l'élection présidentielle et sur la jaquette duquel un pommier était dessiné, est parfois considéré comme un important vecteur de la victoire du vrai Jacques Chirac. En raison de l'affaire le liant à Madonna — une petite culotte reçue lors d'un concert — on le voit souvent écouter Like a Virgin.
À la fin des années 1990, sa marionnette fait semblant de sympathiser avec celle de Lionel Jospin et prend par ailleurs plaisir à tabasser celle de Philippe Séguin, alors présenté comme un sado-masochiste à l'époque des élections pour la mairie de Paris en mars 2001.
En 1996, le sketch sur le mulot tourne en dérision la méconnaissance de Jacques Chirac de l'informatique ignorant de l’usage d'une souris d'ordinateur. En effet, en 1996, lors de l'inauguration de la Bibliothèque François-Mitterrand, Jacques Chirac avait naïvement demandé à son ministre de la Culture de l'époque, Jacques Toubon, ce qu'était une souris.
À partir de 2001, rattrapé par des affaires d'abus de bien sociaux et que le bilan de son premier mandat ne lui est pas favorable, il est représenté sous les traits de « Supermenteur » : habillé d'un costume de Superman, avec « SM » au lieu de « S » et un loup qui cache ses yeux. Il est annoncé par la musique du générique de Wonder Woman. Supermenteur apparaît, non seulement pour donner des explications invraisemblables pour défendre Jacques Chirac contre les accusations, mais aussi pour secourir n'importe qui ayant besoin de mensonges énormes (par exemple un mari surpris par sa femme en plein rapport sexuel avec sa maîtresse). Les pouvoirs de Supermenteur lui permettent, d'une part d'être cru des autres marionnettes, si absurde que soit le mensonge, d'autre part que personne ne devine son identité, malgré la ressemblance et les excuses ridicules de Chirac pour s'absenter avant l'arrivée de Supermenteur. Cet avatar du guignol Chirac a été remarqué par les véritables politiciens : Jean-Marie Le Pen a un jour affirmé que Jacques Chirac « supermentait ». À l'issue du second tour de la présidentielle de 2002, Le Pen déclare : « les Français ont choisi d'élire SuperMenteur ».
En octobre 2010, Supermenteur fait son retour pour léguer son costume à Éric Woerth, empêtré dans ses dénégations concernant l'affaire Bettencourt.
En 2005, il est représenté en roi. Gag récurrent, lors des élections, son entourage (et parfois lui-même) évoquent comme seule qualité le fait qu'il soit « sympa ». Il s'en prend également à Nicolas Sarkozy, régulièrement qualifié de « petite crotte ». 
Depuis son remplacement à la présidence par Nicolas Sarkozy lors de la présidentielle de 2007, il est représenté sous l'apparence d'un Français moyen, se dit très pauvre, s'estimant au comble du bonheur lorsqu'il réussit à manger quelque chose. Expression fétiche depuis lors : « Nous, les petites gens… ». 
Devenu membre du Conseil constitutionnel à la fin de ses mandats de président de la République, il est souvent présenté en compagnie de Jean-Louis Debré, président de ce Conseil ; il fait des farces, particulièrement à l'encontre de Valéry Giscard d'Estaing.
Accusé et mis en correctionnelle dans l'affaire des emplois fictifs de la mairie de Paris, il cesse de fouler aux pieds Nicolas Sarkozy, car il est le seul pouvant le sauver.
En 2010, il est souvent vu en compagnie de Dominique de Villepin pour donner des conseils à celui-ci pour l'élection de 2012 et pour intimider Nicolas Sarkozy. Mais, le plus souvent, son caractère finit par éclipser l'ancien premier ministre au point que Jacques Chirac crie « Votez Chirac » au lieu de Villepin à la fin du sketch.
En 2011, il fait croire qu'il a la maladie d'Alzheimer (« J’suis toc-toc, j’fais ce que je veux ! ») pour ne pas se présenter au tribunal lors du procès de l'affaire des emplois fictifs. 
À partir de la primaire socialiste pour l'élection présidentielle de 2012, il se met à soutenir François Hollande. Après l'élection de celui-ci à la présidence de la République, il appelle régulièrement Nicolas Sarkozy, se faisant passer pour une quelconque personnalité politique importante (Hu Jintao, Tenzin Gyatso, Barack Obama…), puis révélant finalement le canular dans un grand éclat de rire à un Sarkozy sidéré et dépité, à qui il répond sur un air moqueur, lorsque ce dernier exprime son raz-le-bol : « Quoi, t'as autre chose de mieux à faire ? ».
Sa relation avec Bernadette Chirac, son épouse, constitue l'un des gags récurrents des Guignols. Chirac appelle son épouse « Maman ». Invisible pendant la période pré-électorale de 1995, Bernadette devient plus présente de par son statut de Première dame de France. D'abord femme délaissée par son mari accaparé par sa fonction de président, elle devient plus présente au fil de la première mandature, mais reste cantonnée à un rôle de faire-valoir. Au début des années 2000, elle est un personnage à part entière du tandem Chirac, Bernadette Chirac étant de plus en plus impliquée dans la vie publique.
Le 12 décembre 2014, dans l'émission La Médiasphère sur LCI, l'ancien chroniqueur de Canal+ Philippe Vandel révèle que la marionnette de Jacques Chirac avait été utilisée une fois pour dissimuler de la drogue au Festival de Cannes dans les années 1990,.
En octobre 2019, peu après la mort et les obsèques de Jacques Chirac, l'une de ses cinq marionnettes est volée puis mise en vente sur Le Bon Coin pour la somme de 5 000 euros. Rapidement, la direction de Canal+ identifie l'auteur du larcin ; un collaborateur de H2O, la société de production de Cyril Hanouna dont les locaux se trouvent au même endroit que Canal Factory à Boulogne-Billancourt où sont stockées les anciennes marionnettes des Guignols de l'info. La marionnette est alors restituée à la chaîne cryptée en moins de 48 heures,,.

## Accueil et influence
Le Guignol Chirac est perçu par son modèle comme sympathique, bien que l'ex-président pense ne pas avoir été toujours épargné par les Guignols de l'info, dont il se dit tout de même amateur. Il reconnaît que sa marionnette a pu avoir une influence sur sa victoire à l'élection présidentielle 1995,,.
Après avoir été la marionnette des Guignols de l'info préférée des Français en 2004 et 2007, il cède sa place en 2009 au présentateur vedette de l'émission, PPD, jusqu'alors second.